# Smith Cho
Smith Cho (* 25. prosince 1985, Michigan) je americká herečka korejského původu. Objevila se ve filmech, v televizi a v reklamě. Je známá ze seriálu Knight Rider – Legenda se vrací jako Zoe Chae. Zajímá se také o záchranu zvířat a má 2 psy.[zdroj?]

## Filmografie
- 2010
  - 100 Questions - role: Leslie
- 2009
  - Loudilové
  - The Slammin' Salmon
- 2008 - 2009
  - Knight Rider – Legenda se vrací - role: Zoe Chae
- 2008
  - Poslední ukolébavka - role: Connie
  - Say Goodnight - role: Angela
  - Seznamte se s Davem - role: levá noha
- 2007
  - Ledově ostří
  - Norbit
  - Ping Pong Playa - role: Jennifer
  - Pravidla zasnoubení - role: Sasha
- 2006 - 2008
  - Emily's Reasons Why Not - role: Glitter Cho
- 2005
  - Dr. House - role: Julie
- 2004
  - Dragnet - role: Marla
  - Drzá Jordan
  - Karen Sisco - role: Chrissy
- 2003
  - Gilmorova děvčata - role: dívka
  - Mizerové II
  - Becker - role: Victoria
  - Bostonská střední - role: Sandy
  - Odpočívej v pokoji - role: student